# 192 Nausikaa
192 Nausikaa je veliki asteroid glavnog pojasa, po sastavu mješavina silikata te željeza i nikla.
Krivulja sjaja ovog asteroida upućuje na moguće postojanje satelita Nausikaje. Postojanje satelita je predloženo još 1985. godine, no još uvijek nije portvrđeno (prema službenom popisu asteroidnih satelita na ).
Prema krivulji sjaja je određen i oblik asteroida. Vjeruje se da je Nausikaa tijelo s oštrim rubovima, ne pretjerano izduženo.
Do danas je zabilježena jedna okultacija zvijezde ovim asteroidom, 27. siječnja 1998., a promatrana je iz SAD-a.
Asteroid je 17. veljače 1879. iz Pule otkrio Johann Palisa i nazvao ga po Nausikaji, princezi iz Homerove Odiseje. 
… | 191 Kolga | 192 Nausikaa | 193 Ambrosia | …